# Balázs Attila (író)
Balázs Attila (Újvidék, 1955. november 5. –) József Attila-díjas (2010) író, újságíró, műfordító, szerkesztő. Az Ex Symposion című folyóirat egyik alapítója.

## Életpályája
Általános és középiskolai tanulmányait szülővárosában végezte el. Az Újvidéki Egyetem Bölcsészettudományi Karán tanult magyar nyelv és irodalom szakon 1974-1979 között. 1982-1983 között az Új Symposion folyóirat szerkesztőségének tagja; előbb olvasószerkesztőként dolgozott, később pedig a redakció 1983-ban történt leváltását követően szabadúszóvá vált. 1983-1987 között szabadúszó lett; Ljubisa Ristic mellett rendezőasszisztens, fordító, tolmács volt. 1987-1990 között az Újvidéki Rádiónak volt a munkatársa. 1990-1991 között az Újvidéki Televízió művelődési rovatát vezette. 1991 ősze óta lakik Budapesten. 1991-1994 között a Pesti Hírlap külpolitikai munkatársa volt; egy darabig a horvát frontszakaszon volt haditudósító, ezután külpolitikai újságíró lett. 1994-2012 között a Magyar Rádió irodalmi-művészeti riportereként, szerkesztő-műsorvezetőjeként, dramaturgjaként és hangjátékszerzőjeként működött. Egy ideig a kulturális szerkesztőséget vezette.

## Munkássága
Cikkei magyar és külföldi lapokban egyaránt megjelennek. A szépprózán kívül drámákat és forgatókönyveket is ír, verset azonban ritkábban. Cuniculus című regényével robbant be a vajdasági irodalmi életbe. A szokatlan mű nemcsak szellemes kópéságok sora, hanem egyszersmind a prózai formák felfrissítése, frappáns megújítása is. A regény tematikáját folytatja elbeszélés-gyűjteménye (Világ, én ma felébredtem!). Prózájának jellegzetes vonása az itt-ott a pornográfia határát is súroló erotikus szabatosság (Szerelem, szerelem). A Féderes Manó megreformált családregényében vállalt infantilizmusát mítoszteremtő fantáziával ötvözi; humor és líra, vérbő nyelvezet és mértéktartó nyelvi játszadozás egyidőben van jelen. Abszurd hangjátékot és rádiódrámát is ír. Szerb, horvát, angol nyelvből fordít.

## Magánélete
1980-ban házasságot kötött Szász Zitával. Egy lányuk született: Anna (1982).

## Művei
- Cuniculus (regény, 1979)
- Világ, én ma felébredtem! Kronológikus fűzér; Forum, Újvidék, 1982 (Symposion könyvek)
- Szerelem, szerelem (kisregény, 1985)
- Szemelvények a Féderes Manó emlékirataiból (regény, 1986)
- Ki tette a macskát a postaládába? (prózák, 1989)
- Én már nem utazom Argentínába (elbeszélések, 1995)
- Király Album (történetek könyve, 1998)
- Ki tanyája ez a világ (népregény, 2000)
- A meztelen folyó (folyópróza, 2003)
- Vágyak gyűjteménye (próza, 2005)
- Világsarok non-stop (esszé, publicisztika, 2006)
- Kinek Észak, kinek Dél (regény, 2008)
- Kinek Észak, kinek Dél vagy A világ kicsiben; 2. jav. kiad.; Palatinus, Bp., 2010
- Világsarok +; zEtna, Zenta, 2011 (Vulkáni Helikon)
- Pokol mélyén rózsakert avagy Az ezredes úr golyóstolla; Palatinus, Bp., 2013
- Szép kis történetek. Elbeszélések; zEtna, Zenta, 2014 (Vulkáni Helikon)
- Szökés a bolhacirkuszból; zEtna, Zenta, 2018
- Magyarfauszt; Forum, Újvidék, 2019
- A déli végekről - regényes irodalomtörténet (Kortárs Bp.- Forum Újvidék, 2024)

## Díjai
- Sinkó Ervin-díj (1980)
- Forum-regénydíj (1985)
- Magyar Rádió nívódíjak (1986, 1987, 1991, 1995, 2003)
- Év Könyve-díj (1999)
- Soros-ösztöndíj (1999)
- Rotary irodalmi elismerés (2009)
- NKA alkotói ösztöndíj (2012)
- Szirmai Károly-díj (2019)
- Herceg János-díj (2020)